# Мемор
Мемор (лат. Memor, III век — ок. 262) — древнеримский узурпатор, который поднял восстание в римском Египте против императора Галлиена.
Мемор был североафриканским римским чиновником, ответственным за поставки египетского зерна в Рим. После поражения узурпаторов Макрианов и восстания Луция Муссия Эмилиана, Галлиен послал в Египет Аврелия Теодота. Аврелий победил Луция.
Мемор, вероятно, был сторонником Эмилиана и продолжил восстание, однако ок. 262 года был также убит Аврелием.